# Hopea exalata
Hopea exalata (tạm gọi là sao vươn cao, sao rất cao) là loài thực vật nằm trong họ Dầu. Thường thấy nó phân bố tự nhiên ở Trung Quốc